# Système de réaction-diffusion
Un système de réaction-diffusion est un modèle mathématique qui décrit l'évolution des concentrations d'une ou plusieurs substances spatialement distribuées et soumises à deux processus : un processus de réactions chimiques locales, dans lequel les différentes substances se transforment, et un processus de diffusion qui provoque une répartition de ces substances dans l'espace.
Cette description implique naturellement que de tels systèmes sont appliqués en chimie. Cependant, ils peuvent aussi décrire des phénomènes dynamiques de nature différente : la biologie, la physique, la géologie ou l'écologie sont des exemples de domaines où de tels systèmes apparaissent. Mathématiquement, les systèmes de réaction-diffusion sont représentés par des équations différentielles partielles paraboliques semi-linéaires qui prennent la forme générale de
{\displaystyle \partial _{t}q={\underline {D}}\,\Delta q+R(q)}
où chaque composante du vecteur {\displaystyle \scriptstyle q(x,t)} représente la concentration d'une substance, {\displaystyle \scriptstyle {\underline {D}}} est une matrice diagonale de coefficients de diffusion, {\displaystyle \Delta } désigne le Laplacien et {\displaystyle R} représente toutes les réactions locales. Les solutions d'une équation de réaction-diffusion peuvent présenter des comportements très divers parmi lesquels la formation d'ondes progressives et de phénomènes ondulatoires ou encore de motifs entropiques (bandes, hexagones et d'autres motifs plus complexes tels que les solitons dissipatifs).

## Équations de réaction-diffusion à une composante
L'équation de réaction-diffusion la plus simple, ne portant que sur la concentration {\displaystyle u} d'une seule substance dans une seule dimension de l'espace,
{\displaystyle \partial _{t}u=D\partial _{x}^{2}u+R(u)}
est aussi appelée équation KPP (pour Kolmogorov-Petrovski-Piskounov). Si le terme en {\displaystyle R(u)} (qui représente le facteur de réaction chimique dans le processus) vient à s'annuler, l'équation modélise une simple diffusion. L'équation correspondante est alors l'équation de la chaleur. Si {\displaystyle R(u)=u(1-u)}, on obtient l'équation de Fisher qui était utilisée, à l'origine, pour décrire la propagation de populations d'individus biologiques. L'équation de Newell-Whitehead-Segel est obtenue avec {\displaystyle R(u)=u(1-u^{2})} et décrit le phénomène de convection de Rayleigh-Bénard et, avec {\displaystyle R(u)=u(1-u)(u-\alpha )} et {\displaystyle 0<\alpha <1}, on obtient l'équation de Zeldovich, plus générale, qui est employée notamment dans la théorie de la combustion. Notons que le cas {\displaystyle R(u)=u^{2}-u^{3}} est un cas particulier de dégénérescence dans l'équation de Zeldovich et que l'équation ainsi obtenue est aussi parfois appelée équation de Zeldovich.
La dynamique des systèmes à une composante est sujette à certaines contraintes dans la mesure où l'équation peut aussi être écrite sous la forme variationnelle
{\displaystyle \partial _{t}u=-{\frac {\delta {\mathfrak {L}}}{\delta u}}}
et décrit ainsi une diminution permanente de l'énergie libre {\displaystyle {\mathfrak {L}}} donnée par l'équation fonctionnelle
{\displaystyle {\mathfrak {L}}=\int \limits _{-\infty }^{\infty }\left[{\frac {D}{2}}(\partial _{x}u)^{2}+V(u)\right]{\text{d}}x}
où {\displaystyle V(u)} est un potentiel tel que {\displaystyle R(u)={\frac {{\text{d}}V(u)}{{\text{d}}u}}}.
Dans les systèmes à plus d'une solution homogène stationnaire, une solution typique est celle de fronts d'onde assurant la transition entre deux états homogènes. Ces ondes solutions se déplacent à vitesse constante sans changer de géométrie et sont de la forme {\displaystyle u(x,t)={\hat {u}}(\xi )} avec {\displaystyle \xi =x-ct} où {\displaystyle c} est la célérité de l'onde. Notons qu'alors que les ondes sont, dans un cas standard, des structures stables, toutes les solutions stationnaires non monotones (par exemple, les domaines localisés composés d'un couple front d'onde/contre-front d'onde) sont instables. Pour {\displaystyle c=0}, ceci se prouve de manière simple : si {\displaystyle u_{0}(x)} est une solution stationnaire et si {\displaystyle u=u_{0}(x)+{\tilde {u}}(x,t)} une solution infinitésimalement perturbée, l'analyse de la stabilité linéaire donne l'équation
{\displaystyle \partial _{t}{\tilde {u}}=D\partial _{x}^{2}{\tilde {u}}-U(x){\tilde {u}},\quad U(x)=-R^{\prime }(u)|_{u=u_{0}(x)}.}
Avec l'ansatz {\displaystyle {\tilde {u}}=\psi (x)e^{-\lambda t}}, nous arrivons au problème de valeur propre
{\displaystyle {\hat {H}}\psi =\lambda \psi ,\qquad {\hat {H}}=-D\partial _{x}^{2}+U(x),}
de type Schrödinger où les valeurs propres négatives entraînent l'instabilité de la solution. Du fait de l'invariance par translation, {\displaystyle \psi =\partial _{x}u_{0}(x)} devrait avoir au moins un zéro et, pour une solution stationnaire non monotone, la valeur propre correspondante {\displaystyle \lambda =0} ne peut pas être la plus faible, d'où l'instabilité.
Pour déterminer la célérité {\displaystyle c} d'un front d'onde, l'on peut passer à un repère mouvant et considérer les solutions stationnaires :
{\displaystyle D\partial _{\xi }^{2}{\hat {u}}(\xi )+c\partial _{\xi }{\hat {u}}(\xi )+R({\hat {u}}(\xi ))=0.}
Cette équation trouve un analogue en mécanique comme décrivant le mouvement d'une masse {\displaystyle D} à la position {\displaystyle {\tilde {u}}} au cours du temps {\displaystyle \xi }, étant soumise à une force {\displaystyle R} avec le coefficient d'amortissement {\displaystyle c}. Cette analogie permet une approche illustrée de la construction des différents types de solutions et de la détermination de {\displaystyle c}.